# Я твоя не первая
«Я твоя не первая» («Покажи мне любовь»; англ. Show Me Love) — промосингл группы «Тату» (t.A.T.u.) с первого студийного альбома «200 по встречной». Англоязычная версия включена в альбом 200 km/h in the Wrong Lane.

## Критика
Промосингл получил смешанные отзывы от музыкальных критиков. На сайте Allmusic оценили песню как одну из лучших на альбоме и назвали её «наводящей на размышления».
В польском журнале Fonorama альбому обозреватель издания посчитал, что внимания на диске заслуживают только три песни: «Я сошла с ума», «Я твоя не первая» и «Нас не догонят».
Тодд Бёрнс из Stylus Magazine сказал, что он не впечатлён синглом, но отметил, что тот звучит «умнее, чем первые два трека», при этом уступая тем в энергии и динамизме.

## Видеоклип
Видео было снято Иваном Шаповаловым в мае 2003 года в Лос-Анджелесе, Лондоне, Москве и Токио.
Сам Шаповалов был арестован во время съёмок клипа из-за нарушения норм правопорядка на Красной площади. Также ему запретили работать возле Биг-Бена в Лондоне.
В итоге клип так и не был выпущен в свет.

## Чарты
| Чарт (2002)    | Наивысшая позиция |
| -------------- | ----------------- |
| Poland Airplay | 6                 |

## Издания
Polish CD Single — May 5, 2003
1. Show Me Love
2. Ya Tvoya Ne Pervaya
3. All The Things She Said

## Кавер-версии
Гонконгская певица Эмме Вонг в 2003 году записала песню на кантонском диалекте. Песня была выпущена в качестве второго сингла из широко известного альбома Wong, который был полон творений с сексуальными подтекстами и каверами известных исполнителей.
В 2021 году певица Надя Дорофеева исполнила кавер-версию «Я твоя не первая», которая вошла в трибьют-альбом группе «200 по встречной».